# Petit Eva: Evangelion@School
Petit Eva: Evangelion@School (ぷちえゔぁ〜EVANGELION@SCHOOL〜, Puchi Eva ~Evangerion Atto Sukūru~) est un manga de Ryūsuke Hamamoto parodiant la série d'animation Neon Genesis Evangelion dans un style super deformed. Il a été pré-publié au Japon de 2007 à 2009 dans le magazine Monthly Shōnen Ace et a fait l'objet d'une adaptation d'animation 3D.